# Tranekær Kommune
Tranekær Kommune i Fyns Amt blev dannet ved kommunalreformen i 1970. Ved strukturreformen i 2007 indgik den i Langeland Kommune sammen med Rudkøbing Kommune og Sydlangeland Kommune.
I kommunen lå også øen Siø på 131 hektar med cirka 15 indbyggere.

## Tidligere kommuner
Tranekær Kommune blev dannet inden kommunalreformen ved frivillig sammenlægning af 3 sognekommuner:
| Kommune             | Folketal september 1965 | Byer            |
| ------------------- | ----------------------- | --------------- |
| Bøstrup             | 956                     |                 |
| Snøde-Stoense-Hov   | 1.935                   | Snøde og Lohals |
| Tranekær-Tullebølle | 1.720                   | Tullebølle      |
| I alt               | 4.611                   |                 |

## Sogne
Tranekær Kommune bestod af følgende sogne, alle fra Langelands Nørre Herred:
- Bøstrup Sogn
- Hou Sogn
- Snøde Sogn
- Stoense Sogn
- Tranekær Sogn
- Tullebølle Sogn

## Borgmestre[2]
| Periode   | Navn                       | Parti            |
| --------- | -------------------------- | ---------------- |
| 1970-1974 | Jens Sørensen              | Venstre          |
| 1974-1978 | Lars Christian Christensen | Venstre          |
| 1978-1979 | Åge Nielsen                | Radikale Venstre |
| 1979-2002 | Svend Å. Hansen            | Venstre          |
| 2002-2006 | Jørgen Nielsen             | Venstre          |